# Municipio de Lon Norris
El municipio de Lon Norris (en inglés: Lon Norris Township) es un municipio ubicado en el condado de Sebastian en el estado estadounidense de Arkansas. En el año 2010 tenía una población de 8133 habitantes y una densidad poblacional de 337,51 personas por km².

## Geografía
El municipio de Lon Norris se encuentra ubicado en las coordenadas 35°17′52″N 94°23′35″O / 35.29778, -94.39306. Según la Oficina del Censo de los Estados Unidos, el municipio tiene una superficie total de 24.1 km², de la cual 23.97 km² corresponden a tierra firme y (0.55%) 0.13 km² es agua.

## Demografía
Según el censo de 2010, había 8133 personas residiendo en el municipio de Lon Norris. La densidad de población era de 337,51 hab./km². De los 8133 habitantes, el municipio de Lon Norris estaba compuesto por el 81.91% blancos, el 3.5% eran afroamericanos, el 1.81% eran amerindios, el 7.84% eran asiáticos, el 0.07% eran isleños del Pacífico, el 1.78% eran de otras razas y el 3.07% pertenecían a dos o más razas. Del total de la población el 4.18% eran hispanos o latinos de cualquier raza.